# Telomerina chillcotti
Telomerina chillcotti är en tvåvingeart som beskrevs av Marshall och Rohacek 1984. Telomerina chillcotti ingår i släktet Telomerina och familjen hoppflugor. Inga underarter finns listade i Catalogue of Life.